# Nicolas Dufourcq
Nicolas Dufourcq (n. 18 iulie 1963, Paris, Franța) este un antreprenor francez.

## Biografie
El este director general al Banque Publique d'Investissement (Bpifrance) de la înființarea acesteia în ianuarie 2013. Dufourcq a absolvit HEC Paris în 1984 și Sciences Po la Paris. Este student la École nationale d'administration (ENA, promoția Michel de Montaigne, 1986–1988) unde a obținut atestatul de inspector fiscal. Până când era student la HEC, crease deja cinci startup-uri.
În 1992, Dufourcq a fost adjunctul șefului de cabinet al lui René Teulade⁠(d), ministrul afacerilor sociale și integrării în guvernul primului ministru Pierre Bérégovoy.
Dufourcq a revenit pentru scurt timp la controlul financiar în 1993–1994, înainte de a se alătura France Télécom.
Dufourcq și-a continuat cariera în afaceri ca director de audiovizual public pentru divizia multimedia, pe care a contribuit la crearea. Ulterior, a ocupat funcția de director al diviziei multimedia (1998-2000), director executiv al filialei publice de Internet și a dezvoltat Wanadoo până la IPO, moment în care a devenit CEO (2000-2002).
În cele din urmă, a devenit director executiv al ramura industriei de telefonie și internet.
În 2003, Dufourcq a părăsit France Télécom pentru a se alătura Capgemini, unde a ocupat funcția de director general responsabil pentru Franța, Germania și Europa Centrală și de Sud. De asemenea, a fost membru al comitetului executiv al companiei. Din 2004 a devenit director general adjunct al finanțelor, managementul riscului, IT, achiziții, livrare, program LEAN și, în 2007, management cont mare al Grupului Capgemini. Acolo a început recuperarea grupului și restructurarea funcțiilor sale de bază, abordând în principal reproiectarea sistemelor sale globale de informații. Nicolas Dufourcq este, de asemenea, membru al consiliului de administrație al BabelStore SA și Priceminister, precum și membru al consiliului de supraveghere al Euler Hermes SA.
Dufourcq a fost, de la acceptarea nominalizării sale de către Comisia de Finanțe a Adunării Naționale și a Senatului din 23 ianuarie 2013, CEO al Bpifrance. La 15 iunie 2013, Dufourcq a fost numit președinte al consiliului de administrație al organismului public Bpifrance de Pierre Moscovici, pe atunci ministru al Economiei și Finanțelor. Dufourcq a devenit și președinte statutar al OSEO S.A.
De asemenea, este autorul unui raport din 2013 (în franceză) privind finanțarea economiei sociale.